# Dan Olweus
Dan Åke Olweus, född 18 april 1931 i Kalmar, död 20 september 2020 i Bærum, Norge, var en svensk psykolog som var professor i personlighetspsykologi vid Universitetet i Bergen i Norge. Han var internationellt känd för sin forskning om mobbning bland skolbarn.
Olweus tjänstgjorde som rektor vid Ericastiftelsen i Stockholm, där han bedrev forskning om utagerande pojkar. Han disputerade för filosofie doktorsgrad vid Umeå universitet 1969. Vid denna tidpunkt kom de första internationella diskussionerna om fenomenet mobbning, och Olweus insåg sambandet med sin egen forskning. Han tillträdde som professor i Bergen 1969, och året därpå inledde han en av de första vetenskapliga undersökningarna om mobbning.
Förutom vetenskapliga rapporter har Olweus skrivit flera populärvetenskapliga böcker. Hans bok Åtgärdsprogram mot mobbning används ofta i svenska skolor. Han erhöll flera internationella priser för sin forskning och invaldes 1990 till medlem i Academia Europaea.